# 斯科特·麥克曼
斯科特·麥克曼（英語：Scott McMann；1996年7月9日—）是一位蘇格蘭足球運動員。在場上的位置是後衛。他現在效力於蘇格蘭足球超級聯賽球隊咸美頓學院足球俱樂部。他也代表蘇格蘭各級青年國家足球隊參賽。